# The Cheat (1915)
The Cheat ist ein US-amerikanischer Stummfilm, ein Eifersuchtsdrama von Cecil B. DeMille aus dem Jahre 1915.

## Handlung
Long Island in der Gegenwartszeit: Richard Hardy, ein New Yorker Geschäftsmann, hat in Aktien investiert und hofft zuversichtlich auf einen erfolgreichen Ausgang dieses Geschäfts. Seine Frau Edith, die er vergöttert, denkt derweil nur an ihr Vergnügen und die Anschaffung neuer Garderobe, für die im Moment jedoch kein Geld zur Verfügung steht. Da Richard seine ganze Zeit im Büro verbringt, lässt Edith sich bei ihren sozialen Verpflichtungen – sie ist Schatzmeisterin des Roten Kreuzes – von Haka Arakau, einem attraktiven ostasiatischen Prinzen mit vollendeten westlichen Manieren, begleiten. Arakau besitzt auf Long Island ein Haus, in dem er asiatische Holzfigurinen sammelt, die er durch Brandzeichen als sein Eigentum zu kennzeichnen pflegt.
Als Edith von einem Freund ihres Mannes hört, dass das Aktiengeschäft, in das Richard investiert hat, zum Scheitern verurteilt ist, beauftragt sie den Freund, in ihrem Namen 10.000 Dollar in andere, aussichtsreichere Aktien zu investieren; das Geld nimmt sie aus der ihr anvertrauten Rot-Kreuz-Kasse. Das Geld geht bei der Investition jedoch verloren und Edith ist verzweifelt. Mitleidlos bietet Arakau ihr Hilfe nur unter der Bedingung an, dass sie seine Geliebte wird. Edith willigt ein.
Ein Ausweg kündigt sich an, als Richard wenig später in den Besitz der erwarteten Rendite gelangt. Spielschulden vorschützend, bittet Edith ihn um einen Scheck über 10.000 Dollar, den er ihr gern ausstellt. In der Hoffnung, sich nun aus ihrer Verpflichtung befreien zu können, geht sie mit dem Scheck in der Nacht zu Arakau. Der erklärt jedoch, er sei nicht bereit, sich auszahlen zu lassen. Verzweifelt droht Edith, sie werde sich lieber erschießen, als seine Geliebte zu bleiben, doch als er ihr seine Pistole in die Hand drückt, fehlt ihr die Kraft, ihre Drohung wahrzumachen. Arakau ringt sie daraufhin nieder und drückt ihr sein Brandzeichen auf die nackte Schulter. Edith gibt einen Schuss ab, der ihn in die Schulter trifft, und flieht. Unmittelbar darauf erscheint Richard, der bei dem Verletzten seinen eigenen Scheck findet und begreift, dass nur Edith die Tat begangen haben kann. Als die Polizei erscheint, gibt er, um Edith zu decken, an, er selbst habe auf Arakau geschossen.
Als Edith aus der Zeitung von Richards Verhaftung erfährt, eilt sie ins Gefängnis und gesteht ihrem Mann alles, was vorgefallen ist. Richard verzeiht ihr, besteht jedoch darauf, die Schuld für den Schuss auf sich zu nehmen. Edith sucht erneut Arakau auf und bietet ihm Geld an, damit er die Anschuldigung gegen Richard fallen lässt. Arakau will nichts davon wissen. Schließlich bietet sie sich ihm sogar selbst an, doch er lehnt diesmal ab: „Du kannst mich nicht zweimal betrügen“. 
Nachdem Arakau aussagt, es sei Richard, der auf ihn geschossen habe, endet das Gerichtsverfahren mit einem Schuldspruch durch die Geschworenen. Verzweifelt wendet Edith sich an den Richter und gesteht, dass sie selbst den Schuss auf Arakau abgegeben habe. Als Erklärung für diese Tat entblößt sie ihre gebrandmarkte Schulter, was im Gerichtssaal einen Tumult auslöst, da das Publikum erkennt, wer der eigentliche Schuldige ist: Arakau. Der Schuldspruch wird aufgehoben. An Ediths Seite verlässt Richard den Saal als freier Mann.

## Produktion und Kinoauswertung
Cecil B. DeMille führte in diesem von ihm selbst produzierten Film auch Regie, blieb im Titel als Regisseur jedoch ungenannt. Hinter der Kamera stand Alvin Wyckoff, mit dem DeMille seit 1914 bereits 16-mal zusammengearbeitet hatte, unter anderem in „Carmen“ (1915). Für die weibliche Hauptrolle wurde die 44-jährige Fannie Ward ausgewählt, ein international bedeutender Broadway-Star, für die „The Cheat“ jedoch erst der zweite Film war. Bis 1920 trat sie in 24 weiteren Filmen auf. Ebenso wenig Filmerfahrung wie Ward besaß auch Jack Dean, der in „The Cheat“ den Ehemann spielte. Ihr Filmdebüt hatten beide Darsteller kurz zuvor in einer Filmkomödie von George Melford – „The Marriage of Kitty“ (1915) – gegeben. Der in Japan geborene 26-jährige Sessue Hayakawa war erst ein Jahr zuvor für den Film entdeckt worden. Durch seine Rolle in „The Cheat“ rückte Hayakawa in Hollywood in die Riege der Topstars auf und nahm Gagen ein, wie sie sonst nur Douglas Fairbanks und Charles Chaplin bekamen.
Die Dreharbeiten fanden zwischen dem 20. Oktober und 10. November 1915 statt. Die Produktionskosten für den Film betrugen 17.311 US$ (Schätzung). Uraufgeführt wurde „The Cheat“ am 13. Dezember 1915. Den Verleih übernahmen die Paramount Pictures. Nach Protesten der Japanese Association of Southern California wurde der Film 1918 neu herausgebracht. Man änderte die Zwischentitel dahingehend, dass aus dem japanischen Bösewicht Sessue Hayakawas ein burmesischer wurde.

## Asiatische Stereotype
Die moralische Essenz des Films findet sich in einem der Zwischentitel, der den Beginn einer berühmten Ballade von Rudyard Kipling zitiert: „East is East and West is West, and never the Twain shall meet.“ (Ost ist Ost und West ist West, und niemals werden die zwei zusammenkommen.)
Die Liebe zwischen den Rassen war in Hollywood ein Angstthema, das von 1934 bis 1967 mit dem Production Code, der die Selbstzensur der amerikanischen Filmindustrie regelte, fast ganz von der Leinwand verbannt wurde. Neunzehn Jahre vor der Einführung des Codes war die Darstellung des sexuellen Verhältnisses zwischen einer Weißen und einem Fernöstler noch möglich, aber „The Cheat“ lehrt, dass die Folgen eines solchen Verhältnisses fürchterlich seien.
Der Film bildet in Hollywood den Auftakt einer langen Tradition von Filmen, in denen fernöstliche Männer – sofern sie überhaupt sexuell aktiv sind – als pervers, besonders als sadistisch, gekennzeichnet werden. Einer der frühesten Filme, in denen männlichen asiatischen Figuren eine normale Sexualität zugestanden wurde, war 1937 Die gute Erde.
Die Charakterisierung des japanischen Liebhabers als besitzergreifend und grausam verhinderte übrigens nicht, dass Hayakawa mit dieser Rolle beim weiblichen Publikum – dem asiatisch-amerikanischen ebenso wie dem weißen – zu einem Schwarm im Range eines Rudolph Valentino wurde.
In der Urfassung von „The Cheat“ spielte Hayakawa einen Japaner; der Name der Figur war Hishuru Tori. Alle Requisiten des Films weisen den Liebhaber als Japaner aus, nicht nur die japanischen Wandschirme (Shoji) in seinem Haus und der japanische Torbogen (Torii), den er als Markenzeichen seiner Habe einbrennt. Nach seiner Uraufführung rief der Film bei der Japanese Association of Southern California scharfe Kritik wegen seiner denunziatorischen, unrealistischen Darstellung eines Japaners hervor. Die Zwischentitel des Films wurden darum geändert; nach der Neuveröffentlichung 1918 wurde der Japaner als Birmaner angekündigt – als Vertreter einer ethnischen Gruppe also, deren Diskreditierung in Kalifornien damals als weniger brisant wahrgenommen wurde.

## Auszeichnungen
Der Film wurde 1993 ins National Film Registry der Library of Congress aufgenommen, die ihn damit als besonders erhaltenswert eingestuft hat.

## Neuverfilmungen
- The Cheat (USA 1923), Regie: George Fitzmaurice, mit Pola Negri
- The Cheat (USA 1931, Regie: George Abbott, mit Tallulah Bankhead, Harvey Stephens und Irving Pichel)
- Forfaiture (Frankreich 1937, Regie: Marcel L’Herbier, mit Lise Delamare, Victor Francen und Sessue Hayakawa)